# Blastus pauciflorus
Blastus pauciflorus är en tvåhjärtbladig växtart som först beskrevs av George Bentham, och fick sitt nu gällande namn av André Guillaumin. Blastus pauciflorus ingår i släktet Blastus och familjen Melastomataceae. Inga underarter finns listade i Catalogue of Life.